# Gino Zani
Gino Zani (Città di San Marino, 31 dicembre 1883 – Città di San Marino, 22 marzo 1964) è stato un ingegnere sammarinese.

## Biografia
Suo nonno Nicola (1823-1903) era originario di Santarcangelo di Romagna (RN), mazziniano e coltivatore di canapa e si trasferì con la famiglia a Borgo Maggiore dove sposò Marina Cesarini nata a San Marino da famiglia originaria di Sant'Angelo in Lizzola (PU) e aveva ottenuto la cittadinanza samamrinese tre enni prima di morire;Nicola aveva avuto otto figli, da questi era nato il padre di Gino, Oreste e Gino era il secondo di cinque figli
Continuo i suoi studi e si laureò in Ingegneria all'Università di Bologna nel 1908, per interessi di studio sui fenomeni sismici e sulle strutture in cemento armato, si recò a Reggio Calabria all'indomani del sisma del 1908 dove ebbe un incarico al Genio Civile come funzionario per contribuire alla ricostruzione della città. Qui nacque suo figlio Giorgio.
Tra i suoi primi progetti nei quali applicò le sue tecniche costruttive innovative è quello della Prefettura quindi il palazzo del Genio Civile (che oggi porta il suo nome), oggi facoltà di Giurisprudenza dell'Università "Mediterranea", la Caserma delle Guardie di finanza e altri edifici pubblici anche in provincia.
Per accelerare la ricostruzione delle case popolari nel 1914 viene istituito l'Ente Edilizio di cui gli viene affidata la direzione tecnica. Numerosi progetti di case private portano il suo nome: tra le altre Palazzo Trapani-Lombardo, Palazzo Spinelli, Casa Valentino.
Nel 1923 viene posta la prima pietra per la costruzione, su suo progetto, del rione Mussolini di Viale Genovese Zerbi. Successivamente alle dimissioni date dall'incarico presso il Genio Civile Zani ricopre dal 1925 a 1935 il ruolo di direttore tecnico dell'Impresa C.A.S.A. di costruzioni asismiche.
Nel 1935 ritorna a San Marino con incarico di direzione tecnica presso la sua città.

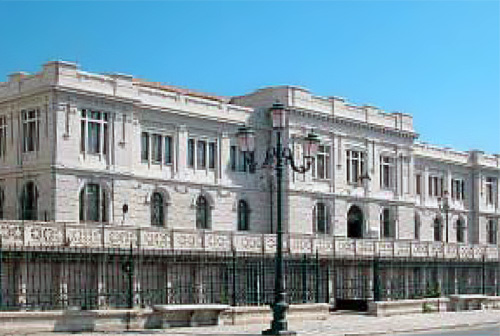
Palazzo Zani visto dal Lungomare Falcomatà a Reggio Calabria.

## Opere principali
- Palazzo Bertoldi, Serravalle - 1912
- Palazzo del Governo, Reggio Calabria - 1912/1920
- Palazzo Zani, Reggio Calabria - 1920
- Palazzo Zani-Spadaro, Reggio Calabria - 1926
- Ara dei Volontari, Città di San Marino - 1927
- Istituto per orfani I.P.O.I.S. (odierna Ambasciata d'Italia a San Marino), Città di San Marino - 1933
- Chiesa di San Michele Arcangelo, Domagnano - 1933
- Teatro Titano, Città di San Marino - 1936/1941 (ristrutturazione)
- Casa di Castello, Chiesanuova - 1943
- Sede della Cassa di Risparmio della Repubblica di San Marino, Città di San Marino - 1963